# 海倫·威爾斯·穆迪
海倫·威爾斯·穆迪（英語：Helen Wills Moody，1905年10月6日—1998年1月1日），美國女子網球運動員。她在職業生涯中贏得了31個大滿貫賽事冠軍（單打、雙打和混雙），其中包括19個單打冠軍。她也被認為是史上最偉大的女子網球運動員之一。

## 外部連結
- 海倫·威爾斯·穆迪的國際網球總會 職業／青少年 官方資料（英文）
- Helen Wills Moody Roark | International Tennis Hall of Fame （页面存档备份，存于） （英文）
- HELEN WILLS MOODY ROARK | ITA Women's Hall of Fame （页面存档备份，存于） （英文）
- Helen Wills Moody - Biography - Coach, Tennis Player, Athlete - Biography.com （页面存档备份，存于） （英文）
- Helen Wills | biography - American tennis player | Encyclopedia Britannica （英文）
- Helen Newington Wills Facts, information, pictures | Encyclopedia.com articles about Helen Newington Wills （页面存档备份，存于） （英文）
- Helen Wills Biography - Early Years, Center Court, Chronology, Retirements And Comebacks, "little Miss Poker （页面存档备份，存于） （英文）
- American National Biography Online （页面存档备份，存于） （英文）
- Helen Wills Facts （页面存档备份，存于） （英文）